# 色旺端鲁布
色旺端鲁布（19世纪—1930年），博尔济吉特氏，蒙古族，哲里木盟科尔沁右翼后旗和硕卓哩克图亲王。清末及中华民国大陸時期內蒙古政治人物，人称「卓王」，也称“赵王”。

## 生平
色旺端鲁布于光绪三十四年十二月（1908年）承袭了其亡兄额尔德木毕里克图的亲王爵位。民國元年（1912年），他因欠下巨额债务而呈请东三省都督赵尔巽并报中华民国临时大总统袁世凯批准，出放祖传“卓里克图亲王自己牧场”，以荒价“筹还京债”。1912年10月在长春召开第一次东蒙王公会议，根据《参议院议员选举法》选出阿穆尔灵圭、色旺端鲁布为第一届国会参议院议员。其后色旺端鲁布于11月27日获得北洋政府颁发的一等嘉禾章。

## 家庭
- 妻：爱新觉罗氏，为清朝孚郡王奕譓嗣子载澍的次女，宣统三年三月（1911年）嫁给色旺端鲁布[5]
- 子：贺喜业勒图墨尔根（号颖伯，人称“小卓王”），承袭王位，曾任国军少将，1954年在北京被人民政府处决[2][1]